# Артамонова, Екатерина Юрьевна
Екатерина Юрьевна Артамонова (род. 3 июня 1989 года) — российская гандболистка, игрок клуба «Ростов-Дон». Бронзовый призер Чемпионата России 2010 и Серебряный призер Чемпионата России 2011. Кандидат в мастера спорта Российской Федерации. Воспитанница волгоградской школы гандбола.

## Биография
Когда Екатерину Артамонову пригласили выступать за команду высшей лиги «Ростов-Дон-2», то она сначала думала отказаться от этой поездки. Однако, согласилась и вместе с тренером В. Вяхиревым переехала в Ростов-на-Дону.
С тех пор в ряду её достижений:
- Бронзовый призёр первенства России среди девушек 1989 года рождения
- Чемпион России среди команд дублирующих составов 2006 года
- Серебряный призёр Чемпионата России среди команд дублирующих составов 2007 года
- Обладатель Кубка России 2007 и 2008 годов
- Финалист Кубка России 2010 года
- Бронзовый призёр Чемпионата России 2010 года
- Финалист Кубка России 2011 года
- Серебряный призёр Чемпионата России 2011 года

В 2013 году была вызвана в состав Женской сборной России по гандболу и отправилась на матч отборочного турнира чемпионата мира против Голландии. Помимо неё в Нидерландах играли ещё четыре гандболистки из её клуба «Ростов-Дон»: Галина Габисова, Марина Ярцева, Анна Сень и Владлена Бобровникова.